# 若桜街道
若桜街道（わかさかいどう）は、鳥取県鳥取市と若桜町を結ぶ旧街道である。現在では、旧街道沿いの幹線道路が国道29号として整備されている。国道29号沿いの兵庫県側の街道は因幡街道と呼ばれた。
現在においては、若桜街道と呼ばれるのは鳥取市内の一部の区間のみである。

## 概要
若桜街道は、鳥取城の城外郭の薬研堀の若桜口惣門を出て、八頭郡若桜町を通り、戸倉峠を越えて姫路に至る藩政期からの街道である。八東往来や若桜往来とも呼ばれた。現在、狭義には国道53号の鳥取県庁から若桜橋までを若桜街道という。若桜街道の名の由来は諸説あり、「若桜に通じるもの」あるいは、「惣門若桜口にちなんで」などがいわれている。
浅井の先で、左に行くと伊勢道、右に行くと播磨道という分かれ道となっていた。伊勢道は氷ノ山を越えて伊勢参りに行くのに使われた道で、但馬道とも呼ばれた。また、播磨道は戸倉峠を越えて関西方面へ向かう道で、峠を越えた先の道は因幡街道と呼ばれていた。
若桜街道は伊勢神宮に参詣する人々が多く通ったと考えられる。そのため、街道の途中にも、伊勢道と書いてある道標が多く存在している。

## 現在の若桜街道
国道53号、鳥取県道323号若葉台東町線および国道29号に相当する。
若桜街道はJR鳥取駅から鳥取県庁に向かう通りの一部で、鳥取市のメインストリートであるとともに道筋は鳥取市随一の繁華街を成す。鳥取駅から鳥取県庁までは一続きの道であるが、途中で駅前通り、本通り、若桜街道と名前を変えていく。現在は若桜街道は本通りとともに国道53号（国道373号重複）の一部となっている。
毎年8月16日、4000人以上の踊り手が色鮮やかな傘を持ち、鈴の音を鳴らしながら踊り歩く「しゃんしゃん傘踊り」が、1965年（昭和40年）から続く「しゃんしゃん祭り」の催しとして鳥取市全市をあげて行われる。ほかに、「花のまつり」（4月29日）、「土曜夜市」（6月中旬から8月上旬）、「木のまつり」（11月3日）などの催しも行われ、通りは歩行者天国として開放される。
また、若桜街道と本通りは、鳥取市民のシンボルおよび、ふれあいの道路として、1986年（昭和61年）8月10日の道の日に、旧建設省と「道の日」実行委員会により制定された、「日本の道100選」に選ばれている。

## 若桜街道商店街
若桜街道商店街は、鳥取市の国道53号若桜街道沿いにある商店街である。若桜橋から鳥取市役所庁舎前の片原通りまでの約800メートルの間に、全61店舗が存在する。
若桜街道沿いには若桜町の若桜宿にも商店街があるが、これとは別である。